# Олигархия
Олигархията (от гръцкото ὀλιγαρχία; ὀλίγος – „малко“, и ἄρχω – „управление“) е форма на управление, при която властта е съсредоточена в ръцете на малка група от обществото. Тази власт може да бъде основана на знатност, богатство, заемането на конкретни политически постове и др.

## В миналото
В оригиналното си значение в Древна Гърция олигархията е била разбирана като управление на малцина и се е отличавала от управлението на един човек (монархия) и управлението на мнозинството (демокрация). Олигарсите управлявали, водени от собствените си интереси и притежавали власт и привилегии, недостъпни за останалите. Тогава тези привилегии и власт на олигархията се базирали главно на притежаването на богатство (т.нар. „плутокрация“).
От XIX в. насетне олигархията се разглежда все повече не като форма на държавно управление, а като начин на управление на организации (профсъюзите и политическите партии например), при който не богатството, а властта е в основата на привилегирования статус. В управлението на такива организации започват да се проявяват олигархични тенденции поради няколко причини. Управляващите олигарси разполагат с повече и по-пълни знания за организацията; колкото по-дълго заемат длъжността си, толкова повече реална власт концентрират в ръцете си; те съумяват да манипулират информацията и дори конкретни събития в своя полза. С течение на времето този процес се развива и олигарсите стават незаменими като управляващи на организацията. В резултат на това подчинените в организацията или членовете на политическата партия са принудени да отдадат още власт на управляващите, които укрепват още повече позициите си и процесът се задълбочава. Този процес е описан от Роберт Михелс (1876 – 1936) и е наречен „железен закон на олигархията“ и публикуван през 1911 г. в неговата книга „Политическите партии“. Той се наблюдава в много големи организации и институции като корпорации, мащабни бизнес организации, дори църковната йерархия. Този процес на съсредоточаване на реалната власт е критикуван като недемократичен, но според мнозина изследователи при управляването на големи организации той е неизбежен поради нуждата от компетентно, опитно, стабилно и трайно управление.

## 90-те години на 20-и и началото на 21 век
В съвременния смисъл на думата, олигарси са онези състоятелни граждани, които са монополизирали държавната изпълнителна и законодателна власт.

### В бившите социалистически страни
По време на президентството на Борис Елцин в Русия думата „олигарх“ придобива нов смисъл. Част от бившия комунистически елит, подпомаган и в активно взаимодействие с тайните служби слага ръка на държавната собственост, която например в Русия и България надхвърля 95% от всички активи на държавата, посредством поредица правителствени постановления и актове с цел приватизация. Приватизацията в България включва разрушаването на банковата система, което се извършва по едно и също време. Основните активи се трансформират в около 3000 крупни частни фирми, които притежават повече от 85% от активите на икономиката. На останалите над един милион дребни фирмички се падат едва десетина процента от общия стокооборот. 
Затова и съвременното съдържание на думата „олигархия“ има отрицателен и ретрограден смисъл, визирайки голямото разграбване на държавна собственост при разпада на бившия социалистически блок. „Либерализацията“ на икономиката в отсъствието на каквито и да било пазарни механизми е основният лост в ръцете на управляващите при „трансформацията“ на държавната собственост в частна. Олигархията по правило съществува и се развива при наличието на неконтрулируема корупция в държавната власт, допускана съвсем съзнателно от политическите елити.
Според Робърт Страбъл – младши, бързата ротация в управлението на една организация може да смекчи или дори да неутрализира напълно железния закон на олигархията в законодателните органи на големите нации.
В края на 1990-те години терминът е въведен и в разговорния език, обикновено с ярко изразена негативна конотация; в руските средства за масова информация получава разпространение и ироничния термин „седмобанкерщина“ характеризиращ групата от седем крупни представители на руския финансов бизнес, притежаващи значителна политическа и икономическа власт, владеещи средствата за масова информация, негласно обединени, за да осигурят преизбирането на Борис Елцин за следващия срок на президентските избори след 1996 г. Това са:
1. Борис Березовски – ЛогоВаз
2. Михаил Ходорковски – Роспром Груп, Менатеп
3. Михаил Фридман – Алфа Груп
4. Владимир Гусински – Мост Груп
5. Владимир Потанин – Онексимбанк
6. Александър Смоленски – СБС Агро (Банк Столичный)
7. Владимир Виноградов – Инкомбанк

С идването на Владимир Путин на власт в Русия олигархията достига своя разцвет. Олигархическите средства за масова информация умело заменят думата „олигархия“ с „финансови магнати“ за да размият смисъла на истинския ѝ генезис свързан със злоупотребата на държавна власт с цел трансформиране на обществената собственост в олигархична.
Американският професор Маршал Голдман, автор на книгата „Petrostate: Putin, Power, and the New Russia(2008)“, въвежда термина „силогарх“ (от „силовик“), имайки предвид икономическия модел на путинизма, при който значителни ресурси се контролират от бившите представители на спецслужбите.
В края на февруари 2009 г. руският политолог Дмитрий Борисович Орешкин казва: „Олигархическият капитализъм е номенклатурен капитализъм, по определение неефективен. Той е добър, когато имаш голямо количество нефт от сондите който трябва да разделиш <…> Рано или късно, този механизъм, базиращ се на преразпределение на готовите ресурси се изчерпва – трябва да се измислят някакви нови видове ресурси, да се създава някакъв нов вид добавена стойност. А за това трябва не само да умееш да делиш, което умеят силоваците, а да умееш да създаваш нови. И ето оттук нататък тези неглупави, ударени, смели хора, които наричаме „олигарси“, не се вписват в строгата логика на необходимостта: измират като мамути, – климатът се е сменил и са нужни по малки млекопитаещи, които са по-приспособени да си намерят прехрана. А те започват да гладуват, при това много бързо.“
Американския вестник New York Times 7 март 2009 г. написа, че руските олигарси скоро ще се лишат от своите огромни състояния: световната финансова криза заплашва да ги изхвърли на бунището на историята
През март 2010 г. броят на милиардерите в Русия почти се удвои: 62-ма срещу 32-ма през 2009 г. Най-богатият руснак – Владимир Лисин – заема 32-ро място в общата класация с $15,8 млрд. От бившите руски олигарси, които вече не са милиардери е известния Борис Березовски. Той е добър пример за това, че милиардерът става олигарх едва когато поеме монопол върху изпълнителната и законодателна власт.
Олигарси има не само в Русия а и в почти всички страни с демократична форма на управление. Милиардерът Берлускони е и водач на основна политическа сила.